# Frank Brennan
Francis Brennan (Annathill, 23 aprile 1924 – Newcastle upon Tyne, 5 marzo 1997) è stato un allenatore di calcio e calciatore scozzese, di ruolo difensore.

## Carriera

### Giocatore

#### Club
Tra il 1941 ed il 1946 gioca in Scozia all'Airdrieonians, non disputando di fatto nessuna partita ufficiale di campionato a causa dell'interruzione dei campionati dovuta alla seconda guerra mondiale, giocando in compenso nei tornei che avevano in quegli anni preso il posto dei regolari campionati. Nell'estate del 1946 si trasferisce in Inghilterra, al Newcastle Utd, club di prima divisione. Qui, all'età di 22 anni, fa quindi il suo vero e proprio esordio tra i professionisti, giocando 31 partite di campionato. Anche negli anni seguenti mantiene un ruolo da titolare, vincendo tra l'altro due FA Cup consecutive, nelle stagioni 1950-1951 e 1951-1952; in carriera gioca inoltre anche due edizioni del FA Charity Shield, quella del 1951 e quella del 1955, perdendole però entrambe, rispettivamente contro Tottenham e Chelsea. La sua ultima stagione da titolare è la 1953-1954, nella quale gioca 39 partite di campionato: rimane poi in squadra anche per il biennio successivo, nel quale gioca ulteriori 16 partite complessive, grazie a cui arriva ad un bilancio totale in carriera di 318 presenze e 3 reti nella prima divisione inglese e, più in generale, di 351 presenze e 3 reti con la maglia del Newcastle tra tutte le competizioni ufficiali.

#### Nazionale
Tra il 1946 ed il 1954 ha giocato complessivamente 8 partite con la nazionale scozzese.

### Allenatore
Ha allenato per complessive dieci stagioni, spalmate su due diversi periodi, i semiprofessionisti del North Shields; nella stagione 1971-1972 ha allenato il Darlington, in quarta divisione, venendo però esonerato a stagione in corso.

## Palmarès

### Giocatore

#### Competizioni nazionali
- Coppa d'Inghilterra: 2

Newcastle: 1950-1951, 1951-1952

### Allenatore

#### Competizioni nazionali
- FA Amateur Cup: 1

North Shields: 1968-1969